# Campeonato Mundial de Ciclismo em Pista de 1995
O XCII Campeonato Mundial de Ciclismo em Pista celebrou-se em Bogotá (Colômbia) entre 26 e 30 de setembro de 1995 baixo a organização da União Ciclista Internacional (UCI) e a Federação Colombiana de Ciclismo.
As competições realizaram-se no Velódromo Luis Carlos Galán da capital colombiana. Ao todo disputaram-se 12 provas, 8 masculinas e 4 femininas.

## Medalhistas

### Masculino
| Evento                  | Ouro | Prata                                                                                          | Bronze |
| ----------------------- | --- | ---------------------------------------------------------------------------------------------- | --- |
| Velocidade individual   | Darryn Hill · Austrália                                                                                  | Curtis Harnett · Canadá                                                                        | Frédéric Magné · França                                                                                        |
| Velocidade por equipas  | Alemanha · Jan van Eijden · Michael Hübner · Jens Fiedler · 58,098                                       | França · Benoît Vêtu · Florian Rousseau · Hervé Thuet · 58,335                                 | Estados Unidos · Marty Nothstein · Erin Hartwell · William Clay · 59,289                                       |
| Perseguição individual  | Graeme Obree · Reino Unido · 4:24,182                                                                    | Andrea Collinelli · Itália · 4:25,677                                                          | Stuart O'Grady · Austrália · 4:23,634                                                                          |
| Perseguição por equipas | Austrália · Bradley McGee · Rodney McGee · Stuart O'Grady · Timothy O'Shannessey · Dean Woods · 4:05,010 | Ucrânia · Olexandr Symonenko · Serhi Matveyev · Bohdan Bondarev · Dmitri Tolstenkov · 4:07,906 | Estados Unidos · Zacharias Conrad · Dirk Copeland · Mariano Friedick · Matthew Hamon · Adam Laurent · 4:08,987 |
| 1 km contrarrelógio     | Shane Kelly · Austrália · 1:00,613 Record mundial de ciclismo                                            | Florian Rousseau · França · 1:01,350                                                           | Erin Hartwell · Estados Unidos · 1:01,740                                                                      |
| Carreira por pontos     | Silvio Martinello · Itália · 38 pts.                                                                     | Remigijus Lupeikis · Lituânia · 16 pts.                                                        | Serguei Lavrenenko · Cazaquistão · 16 pts.                                                                     |
| Keirin                  | Frédéric Magné · França                                                                                  | Michael Hübner · Alemanha                                                                      | Federico Paris · Itália                                                                                        |
| Madison                 | Silvio Martinello · Marco Villa · Itália · 31 pts.                                                       | Gabriel Curuchet · Juan Esteban Curuchet · Argentina · 11 pts.                                 | Bruno Risi · Kurt Betschart · Suíça · 22 (-1) pts.                                                             |

### Feminino
| Evento                 | Ouro                                                                 | Prata                                  | Bronze                                |
| ---------------------- | -------------------------------------------------------------------- | -------------------------------------- | ------------------------------------- |
| Velocidade individual  | Félicia Ballanger · França                                           | Olga Sliusareva · Rússia               | Erika Salumäe · Estónia               |
| Perseguição individual | Rebecca Twigg · Estados Unidos · 3:36,081 Record mundial de ciclismo | Antonella Bellutti · Itália · 3:46,611 | May Britt Våland · Noruega · 3:37,437 |
| 500 m contrarrelógio   | Félicia Ballanger · França · 34,017 Record mundial de ciclismo       | Galina Yeniujina · Rússia · 34,962     | Michelle Ferris · Austrália · 35,313  |
| Carreira por pontos    | Svetlana Samojvalova · Rússia · 25 pts.                              | Nada Cristofoli · Itália · 20 pts.     | Nathalie Lancien · França · 18 pts.   |

## Medalheiro
| 1  | França         | 3  | 2  | 2  | 7  |
| 2  | Austrália      | 3  | 0  | 2  | 5  |
| 3  | Itália         | 2  | 3  | 1  | 6  |
| 4  | Rússia         | 1  | 2  | 0  | 3  |
| 5  | Estados Unidos | 1  | 0  | 3  | 4  |
| 6  | Alemanha       | 1  | 1  | 0  | 2  |
| 7  | Reino Unido    | 1  | 0  | 0  | 1  |
| 8  | Argentina      | 0  | 1  | 0  | 1  |
| 8  | Canadá         | 0  | 1  | 0  | 1  |
| 8  | Lituânia       | 0  | 1  | 0  | 1  |
| 8  | Ucrânia        | 0  | 1  | 0  | 1  |
| 12 | Estónia        | 0  | 0  | 1  | 1  |
| 12 | Cazaquistão    | 0  | 0  | 1  | 1  |
| 12 | Noruega        | 0  | 0  | 1  | 1  |
| 12 | Suíça          | 0  | 0  | 1  | 1  |
|    | TOTAL          | 12 | 12 | 12 | 36 |